# Liste des ministres en chef de l'Uttar Pradesh
Cette liste présente les ministres en chef de l'État indien d'Uttar Pradesh, le plus peuplé du pays.

## Liste
| #  | Nom                     | Début             | Fin               | Parti                             |
| -- | ----------------------- | ----------------- | ----------------- | --------------------------------- |
| 1  | Govind Ballabh Pant     | 15 août 1947      | 27 décembre 1954  | Congrès national indien           |
| 2  | Sampurnanand            | 28 décembre 1954  | 6 décembre 1960   | Congrès national indien           |
| 3  | Chandra Bhanu Gupta     | 7 décembre 1960   | 1er octobre 1963  | Congrès national indien           |
| 4  | Sucheta Kriplani        | 2 octobre 1963    | 13 mars 1967      | Congrès national indien           |
| 5  | Chandra Bhanu Gupta     | 14 mars 1967      | 2 avril 1967      | Congrès national indien           |
| 6  | Charan Singh            | 3 avril 1967      | 16 février 1968   | Bharatiya Lok Dal                 |
|    | (President's rule)      | 17 février 1968   | 25 février 1969   |                                   |
| 7  | Chandra Bhanu Gupta     | 26 février 1969   | 17 février 1970   | Congrès national indien           |
| 8  | Charan Singh            | 17 février 1970   | 1er octobre 1970  | Bharatiya Lok Dal                 |
|    | (President's rule)      | 2 octobre 1970    | 17 octobre 1970   |                                   |
| 9  | Tribhuvan Narain Singh  | 18 octobre 1970   | 3 avril 1971      | Congrès national indien           |
| 10 | Kamalapathi Tripathi    | 4 avril 1971      | 11 juin 1973      | Congrès national indien           |
|    | (President's rule)      | 12 juin 1973      | 7 novembre 1973   |                                   |
| 11 | Hemwati Nandan Bahuguna | 8 novembre 1973   | 29 novembre 1975  | Congrès national indien           |
|    | (President's rule)      | 30 novembre 1975  | 20 janvier 1976   |                                   |
| 12 | Narayan Dutt Tiwari     | 21 janvier 1976   | 29 avril 1977     | Congrès national indien           |
|    | (President's rule)      | 30 avril 1977     | 22 juin 1977      |                                   |
| 13 | Ram Naresh Yadav        | 23 juin 1977      | 27 février 1979   | Janata Party                      |
| 14 | Banarsi Das             | 28 février 1979   | 16 février 1980   | Janata Party                      |
|    | (President's rule)      | 17 février 1980   | 8 juin 1980       |                                   |
| 15 | Vishwanath Pratap Singh | 9 juin 1980       | 18 juillet 1982   | Congrès national indien           |
| 16 | Sripati Mishra          | 19 juillet 1982   | 2 août 1984       | Congrès national indien           |
| 17 | Narayan Dutt Tiwari     | 3 août 1984       | 23 septembre 1985 | Congrès national indien           |
| 18 | Bir Bahadur Singh       | 24 septembre 1985 | 24 juin 1988      | Congrès national indien           |
| 19 | Narayan Dutt Tiwari     | 25 juin 1988      | 4 décembre 1989   | Congrès national indien           |
| 20 | Mulayam Singh Yadav     | 5 décembre 1989   | 23 juin 1991      | Janata Dal/Samajwadi Janata Party |
| 21 | Kalyan Singh            | 24 juin 1991      | 5 décembre 1992   | Bharatiya Janata Party            |
|    | (President's rule)      | 6 décembre 1992   | 4 décembre 1993   |                                   |
| 22 | Mulayam Singh Yadav     | 5 décembre 1993   | 2 juin 1995       | Samajwadi Party                   |
| 23 | Mayawati                | 3 juin 1995       | 17 octobre 1995   | Bahujan Samaj Party               |
|    | (President's rule)      | 18 octobre 1995   | 20 mars 1997      |                                   |
| 24 | Mayawati                | 21 mars 1997      | 20 septembre 1997 | Bahujan Samaj Party               |
| 25 | Kalyan Singh            | 21 septembre 1997 | 20 février 1998   | Bharatiya Janata Party            |
| 26 | Jagadambika Pal         | 21 février 1998   | 22 février 1998   | Bharatiya Janata Party            |
| 27 | Kalyan Singh            | 23 février 1998   | 11 novembre 1999  | Bharatiya Janata Party            |
| 28 | Ram Prakash Gupta       | 12 novembre 1999  | 27 octobre 2000   | Bharatiya Janata Party            |
| 29 | Rajnath Singh           | 28 octobre 2000   | 7 mars 2002       | Bharatiya Janata Party            |
|    | (President's rule)      | 8 mars 2002       | 2 mai 2002        |                                   |
| 30 | Mayawati                | 3 mai 2002        | 28 mars 2003      | Bahujan Samaj Party               |
| 31 | Mulayam Singh Yadav     | 29 mars 2003      | 12 mai 2007       | Samajwadi Party                   |
| 32 | Mayawati                | 13 mai 2007       | 7 mars 2012       | Bahujan Samaj Party               |
| 33 | Akhilesh Yadav          | 15 mars 2012      | 19 mars 2017      | Samajwadi Party                   |
| 34 | Yogi Adityanath         | 19 mars 2017      | en cours          | Bharatiya Janata Party            |